# Jim Radford
Jim Radford (Hull, 1 de octubre de 1928 - Lewisham, 6 de noviembre de 2020) fue un cantautor, activista por la paz y activista comunitario británico. Conocido en gran medida por ser el participante más joven en la Batalla de Normandía en junio de 1944.

## Biografía
Radford nació en Kingston upon Hull, Yorkshire del Este, Inglaterra, en octubre de 1928. Se convirtió en miembro de la Marina mercante británica a los 15 años y luego se unió a la Marina Real británica al cumplir 18 años.
Posteriormente, participó activamente en varias campañas por la paz. Se jubiló después de una carrera variada que incluyó tiempo como Ingeniero, en la prensa y en diversos roles en iniciativas de Trabajo Comunitario y Acción Social.
La primera canción que escribió Radford, "The Shores of Normandy", es también la más exitosa y conocida, ya que la interpretó en dos conciertos televisados en el Royal Albert Hall en 2014 y la lanzó como single en mayo de 2019 para recaudar fondos para el Normandy Memorial Trust. Encabezó las listas de descargas de Amazon e iTunes en la primera semana de junio de 2019 y alcanzó el puesto 72 en las listas oficiales.
Radford interpretó su canción, "The Shores of Normandy", en el Royal Albert Hall de Londres en el año del LII aniversario de la invasión en 2014. En octubre de 2015, Radford fue nombrado Caballero de la Légion d'Honneur por la República Francesa "en reconocimiento a su firme participación en la Liberación de Francia durante la Segunda Guerra Mundial".
Falleció debido al COVID-19 el 6 de noviembre de 2020, después de pasar tres semanas en cuidados intensivos. Tenía noventa y dos años.